# Mineursberg
De Mineursberg is een in 2006 geopend natuurgebied van ongeveer 80 ha dat zich bevindt tussen de Reekse Heide en de Gaalse Heide ten zuiden van Reek.

## Geschiedenis
Het gebied komt aan zijn naam omdat in de Napoleontische tijd hier de Mineurs et Sappeurs (mijnenleggers en brandweerlieden) oefenden. Ook in later tijden is dit gebied een militair oefenterrein geweest, waaraan de naam Corridorweg nog herinnert. Vervolgens werd het een crossterrein.

## Gebied
Uiteindelijk werd het tot een natuur- en recreatiegebied omgevormd. Het open terrein in het voornamelijk met Grove den en Amerikaanse eik begroeide terrein bleef gehandhaafd.
De hoogteverschillen zijn deels overblijfselen van vroegere bestemmingen en deels het gevolg van het voormalige heide- en stuifzandkarakter. Bijzonder aan het terrein is de erin aanwezige bron. In het gebied zijn wandelroutes en een terreinfietsroute uitgezet. De laatste is rijk aan hoogteverschillen.

## Omgeving
Ten oosten van het gebied ligt de niet toegankelijke maar extensief door de militairen gebruikte Reekse Heide en ten westen een voormalig MOB-complex, dat is ontmanteld. In het zuiden ligt een zeer groot pluimveebedrijf. Vermoedelijk zal het natuurterrein rond de Mineursberg in de toekomst nog worden uitgebreid.